# Тікагрелор
Тікагрелор (лат. Ticagrelor, англ. Ticagrelor) — синтетичний препарат, який є похідним нуклеозидних аналогів (класу циклопентилтріазолопіримідинів). Належить до групи антиагрегантів, є селективним і зворотно зв'язувальним антагоністом P2Y12-рецепторів АДФ, здатний запобігати АДФ-опосередкованій активації та агрегації тромбоцитів. Тікагрелор застосовується виключно перорально. Тікагрелор синтезований у лабораторії компанії «AstraZeneca», та затверджений до застосування на території ЄС 3 грудня 2010 року, і в США 20 липня 2011 року.

## Фармакологічні властивості
Тікагрелор — синтетичний препарат, що є похідним нуклеозидних аналогів та належить до групи антиагрегантів. Механізм дії препарату полягає у блокуванні P2RY12-рецепторів тромбоцитів, що призводить до інгібування дії на них АДФ, та знижує зв'язування фібриногену з глікопротеїнами ІІв/ІІІа, наслідком чого є гальмування І та ІІ фази агрегації тромбоцитів. На відміну від препаратів групи тієнопіридинів (клопідогреля, тиклопідину, прасугреля), тікагрелор є метаболічно активним, та не потребує метаболічної активації. Також на відміну від тієнопіридинів, тікагрелор є зворотнім інгібітором Р2Y12-рецепторів. Завдяки цим властивостям при застосуванні тікагрелору спостерігається швидший початок дії, ніж при застосуванні клопідогрелю, а при відміні препарату спостерігається швидше відновлення функції тромбоцитів. У проведених клінічних дослідженнях тікагрелор має більший антиагрегантний ефект у порівнянні з клопідогрелем, при його тривалому застосуванні спостерігалась менша частота виникнення важких або фатальних серцево-судинних подій, менша серцево-судинна смертність та меншу ймовірність виникнення важких кровотеч при його застосуванні, хоча при застосуванні тікагрелору була більша ймовірність виникнення геморагічного інсульту. Тікагрелор має рівнозначну ефективність у порівнянні з прасугрелем, проте також не завжди забезбечує досить швидкого інгібування тромбоцитів, яке переважно виходить на потрібний рівень за 4 години після прийому препарату. Тікагрелор за відсутності протипоказів застосовується переважно у комбінації з ацетилсаліциловою кислотою як при гострому коронарному синдромі з підйомом чи без підйому сегмента ST, так і після проведення крізьшкірного коронарного втручання або аортокоронарного шунтування.
У 2019 році виявили стійку антибактерійну властивість препарату до метицилінрезистентного золотистого стафілококу.

### Фармакокінетика
Тікагрелор швидко та добре всмоктується після перорального застосування, біодоступність препарату становить 36 % у зв'язку із ефектом перешого проходження через печінку, після прийому біодоступність препарату не змінюється. Біодоступність препарату вища у вихідців з Азії, нижча у осіб негроїдної раси, у європейців біодоступність препарату близька до середньої. Максимальна концентрація тікагрелору в крові досягається протягом 1,5 години. Препарат майже повністю (на 99 %) зв'язується з білками плазми крові. Згідно досліджень на тваринах, препарат може проникати через плацентарний бар'єр та виділятися з грудним молоком. Метаболізується препарат у печінці з утворенням активного метаболіту. Виводиться препарат із організму переважно з калом і жовчю (57,8 %), решта препарату виводиться нирками (26,5 %). Середня тривалість переоду напіввиведення тікагрелору становить 7 годин, а його активного метаболіту 8,5 годин. Збільшення часу напіввиведення препарату спостерігається при печінковій та нирковій недостатності.

## Показання до застосування
Тікагрелор застосовується переважно у комбінації з ацетилсаліциловою кислотою призначається для запобігання або зменшення ризику тромбозу коронарних судин у пацієнтів з гострим коронарним синдромом (нестабільна стенокардія, інфаркт міокарду як без підйому сегмента ST, так із з підйомом сегмента ST), та хврорим, яким були проведені крізьшкірне коронарне втручання або аортокоронарне шунтування.

## Побічна дія
При застосуванні тікагрелору найчастішим побічним ефектом є задишка, яка, за даними клінічних спостережень, зафіксована приблизно у 14 % випадків застосування препарату. Іншими частими побічними ефектами препарату є різні види кровотеч, які за даними спостережень, зафіксовані у 12 % випадків застосування препарату. Іншими побічними ефектами, які зафіксовані при застосуванні препарату, є нудота, блювання, біль у животі, діарея або запор, головний біль, головокружіння, свербіж шкіри, підвищення рівня сечової кислоти або креатиніну в плазмі крові.

## Протипокази
Тікагрелор протипоказаний при підвищеній чутливості до препарату, при гострих кровотечах, важкій та помірній печінковій недостатності, при наявності в анамнезі внутрішньочерепної кровотечі, при вагітності та годуванні грудьми, при застосуванні сумісно з інгібіторами CYP3A4 (кетоконазол, кларитроміцин, нефазодон, ритонавір, атазанавір). Препарат протипоказаний до застосування у дітей.

## Форми випуску
Тікагрелор випускається у вигляді таблеток по 0,06 та 0,09 г.

## Синоніми
Бренди: Brilinta, Brilique, Ticagrelor, M-ticagrelor
Дженерики: Apo-ticagrelor, Na, Teva-ticagrelor, Taro-ticagrelor